# K’inich Janaab Pakal I.

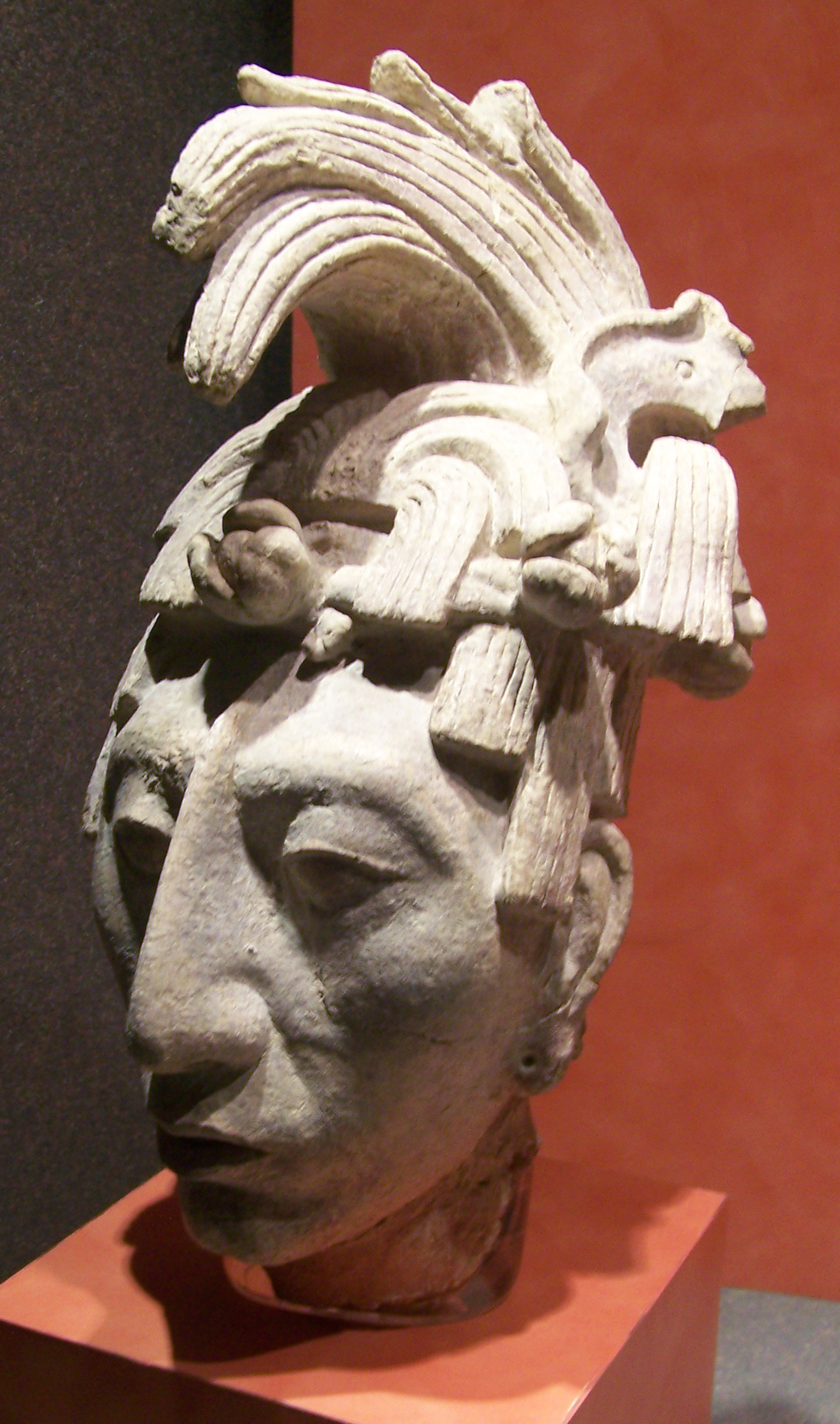
Stuck-Bildnis von K’inich Janaab’ Pakal I. aus dem Tempel der Inschriften in Palenque, jetzt im Nationalmuseum für Anthropologie, Mexiko-Stadt

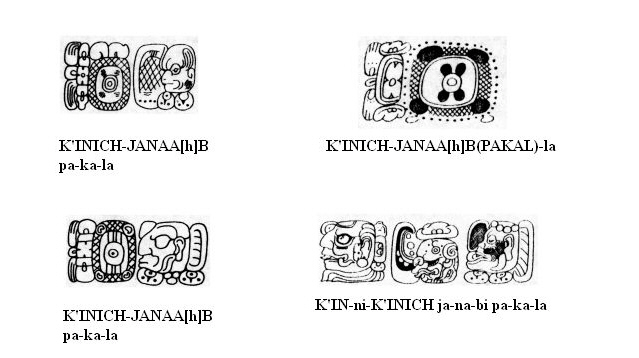
Verschiedene Schreibvarianten des Namens K’inich Janaab’ Pakal I.

K’inich Janaab Pakal I., auch bekannt als Pakal der Große, (* 23. März 603; † 28. August 683) war der bedeutendste Herrscher (Ajaw) der Maya-Stadt Palenque. Er regierte vom 26. Juli 615 bis zu seinem Tod.

## Herkunft und Familie
K’inich Janaab Pakal I. wurde am 23. März 603 (Lange Zählung 9.8.9.13.0, Kalenderrunde 8 Ahaw 13 Pop) als Sohn der aus dem Herrscherhaus stammenden Frau Sak K'uk' (* um 580; † 640) geboren. Sein Vater K’an Mo’ Hix entstammte wahrscheinlich nicht der herrschenden Dynastie, über ihn ist lediglich bekannt, dass er im Jahr 643 verstarb. Pakal war verheiratet mit Tz’akbu Ajaw (* um 612?; † 672). Mit ihr hatte er drei Söhne: seine beiden Nachfolger K’inich Kan Bahlam II. (* 635; † 702) und K’inich K’an Joy Chitam II. (* 644; † um 721?) sowie einen weiteren Sohn namens Tiwol Chan Mat (* 647; † 680), der selbst nie regierte, aber Stammvater aller noch auf K’inich K’an Joy Chitam II. folgenden Herrscher werden sollte.

## Regierungszeit

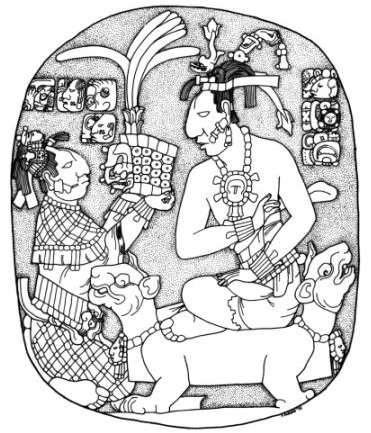
Ovale Palasttafel aus Haus E des Palastes in Palenque: Die Tafel zeigt eine Inthronisationsszene. Dem auf einem Jaguarthron sitzenden Pakal wird von seiner Mutter ein Helm als Insigne der Macht überreicht.

Pakals Thronbesteigung gingen politisch schwierige Zeiten für Palenque voraus. Ab 599 kam es immer wieder zu Überfällen durch den verfeindeten Stadtstaat Calakmul, die 610/11 schließlich in der fast völligen Zerstörung Palenques gipfelten. 612 starb der Herrscher Ajen Yohl Mat anscheinend ohne Erben, weshalb zunächst Sak K'uk' als Regentin eingesetzt wurde. Die Machtübergabe an ihren Sohn erfolgte am 26. Juli 615 (9.9.2.4.8, 5 Lamat 1 Mol), als Pakal gerade zwölf Jahre alt war.
Trotz seines jungen Alters gelang es Pakal, Palenque wieder zu stabilisieren und die Stadt in den folgenden Jahrzehnten militärisch zu stärken und sie zu einer neuen architektonischen Blüte zu führen. 654 erlitt Palenque erneut eine schwere Niederlage gegen Calakmul, woraufhin Pakal in den folgenden Jahren erfolgreiche Kriegszüge gegen dessen vermutliche Verbündete unternahm. Monumente in Palenque berichten für die Zeit zwischen 659 und 663 von der Gefangennahme und rituellen Opferung von Herrschern und weiteren Bewohnern aus den Städten Pomoná und Santa Elena.
Aus den folgenden Regierungsjahren sind außer seiner Bautätigkeit praktisch keine Ereignisse überliefert. K’inich Janaab Pakal I. starb am 28. August 683 (9.12.11.5.18, 6 Etz’nab 11 Yax) nach 68-jähriger Regierungszeit.

## Bautätigkeit
Fast alle bedeutsamen Bauwerke Palenques entstanden während der Regierungszeiten von K’inich Janaab Pakal I. und dessen ältestem Sohn K’inich Kan Balam II. Das erste Bauprojekt Pakals war der „Vergessene Tempel“ (Templo Olvidado), der außerhalb der eigentlichen Stadt errichtet wurde und dessen Fertigstellung dank Inschriften auf das Jahr 647 datiert werden kann. Ein weiteres wichtiges Bauwerk aus Pakals Regierungszeit ist der Tempel des Grafen. 654 begann er mit dem Neubau des noch aus der Frühen Klassik (250–600) stammenden Palastes. Die Häuser E, B, C und A des Palastes entstanden unter seiner Herrschaft, unter K’inich K’an Joy Chitam II. wurde der Palast nochmals erweitert. Das letzte Bauprojekt Pakals stellt der Tempel der Inschriften dar, der ihm als Grabanlage diente, aber erst unter K’inich Kan Balam II. fertiggestellt wurde.

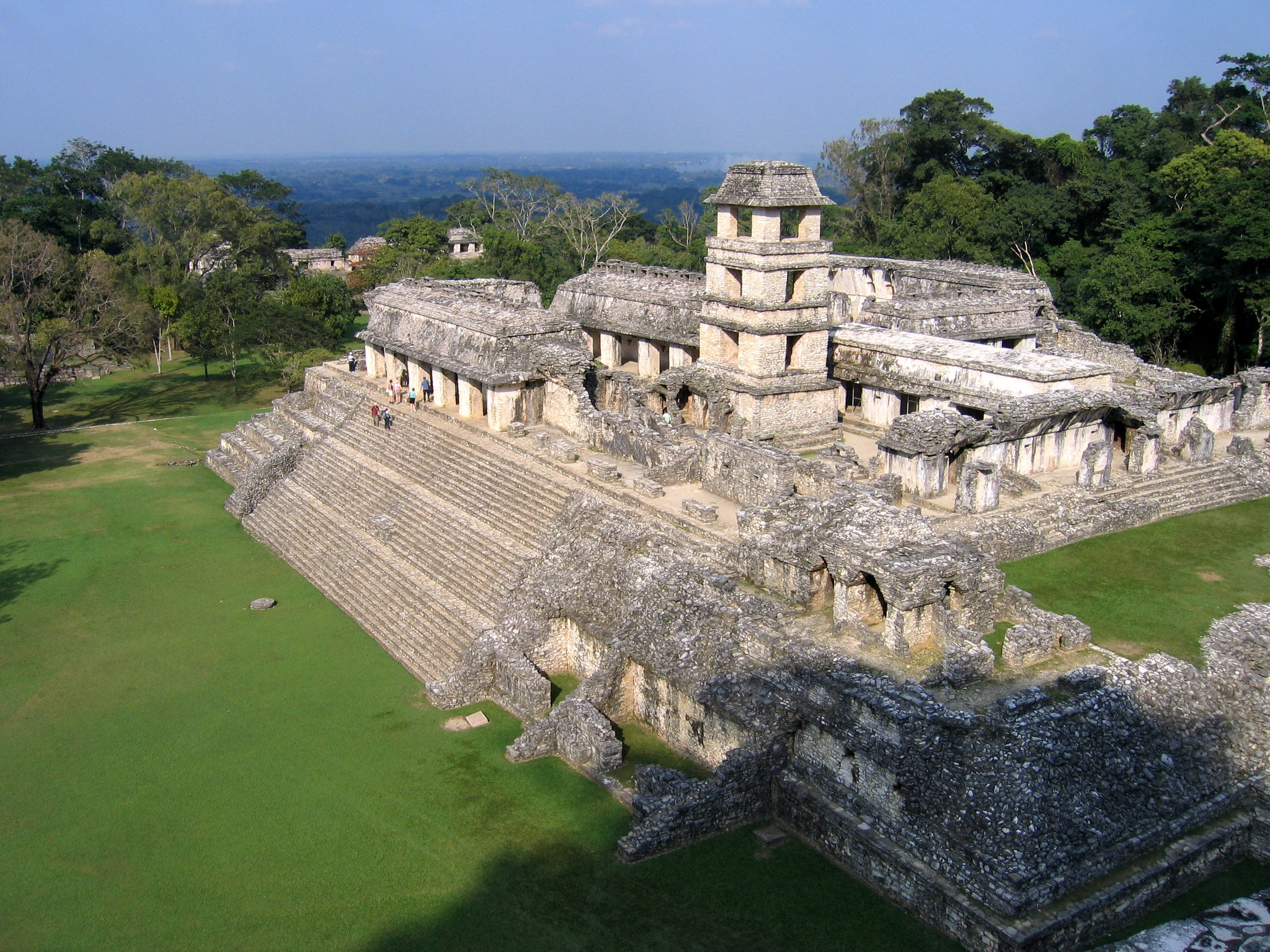
Der Palast
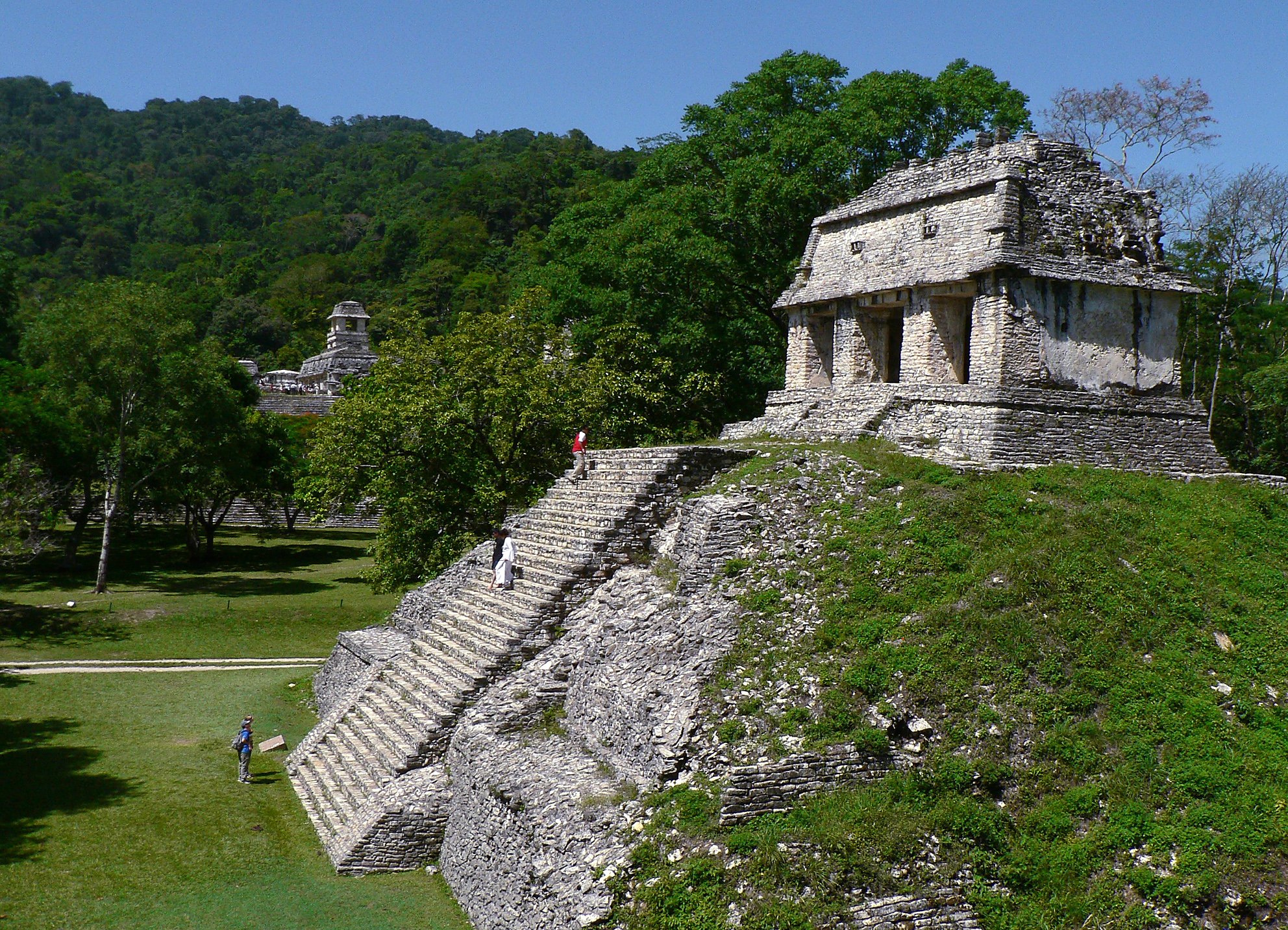
Der Tempel des Grafen
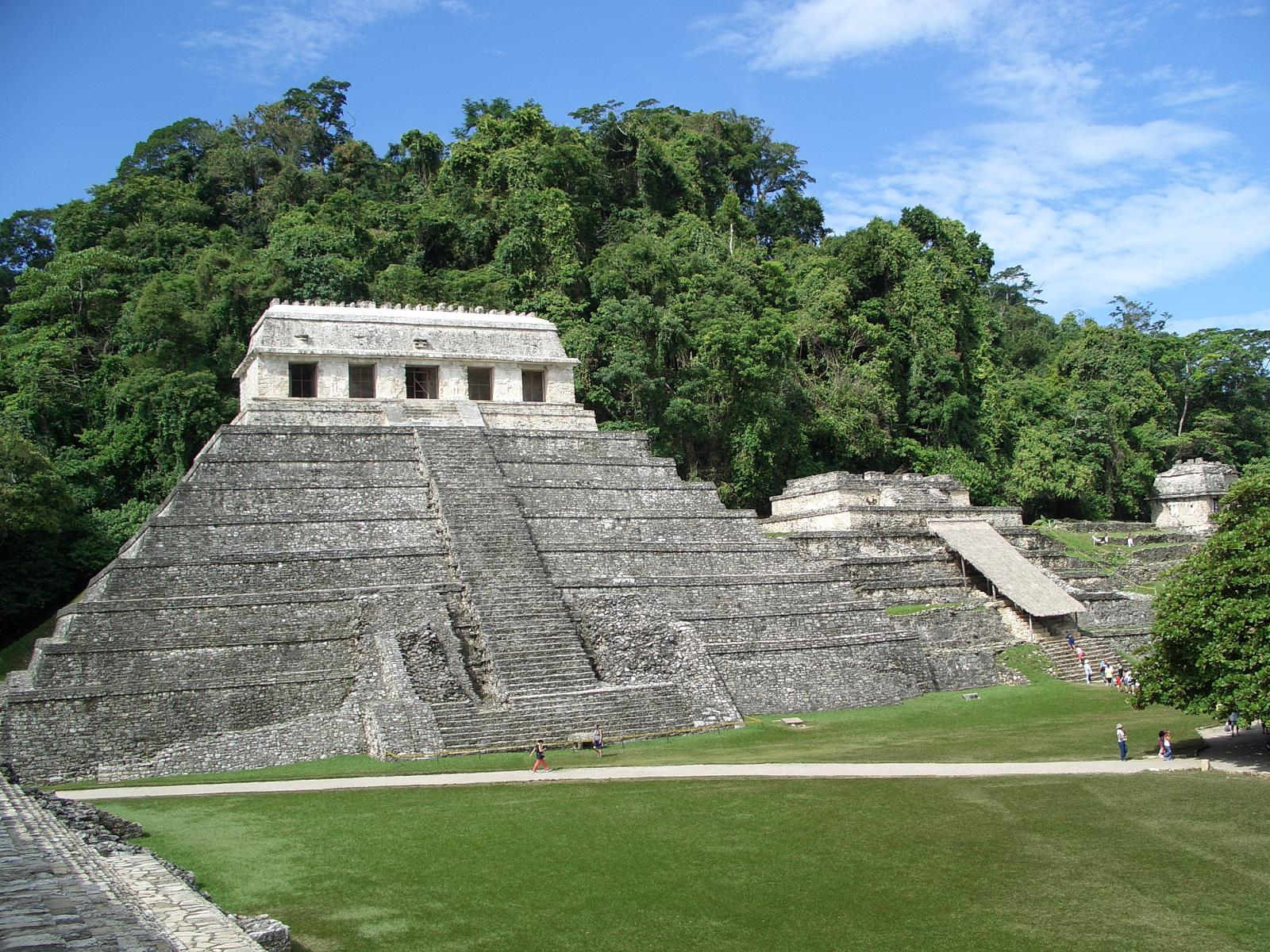
Der Tempel der Inschriften
- Video über Palenque und Animation des Inneren vom Tempel der Inschriften

## Begräbnis

Die Grabplatte von Pakals Sarkophag (Umzeichnung)

K’inich Janaab’ Pakal I. starb 683 und wurde in einer Krypta unterhalb des Tempels der Inschriften beigesetzt. Die Grabkammer wurde 1952 durch den mexikanischen Archäologen Alberto Ruz Lhuillier unberaubt aufgefunden. Vor dem Eingang zum Grabsaal entdeckte er die Skelette von fünf Männern und Frauen, die offenbar geopfert worden waren, um Pakal auf seiner Reise in die Unterwelt (Xibalbá) zu begleiten. Der Grabsaal selbst wird fast völlig von dem monumentalen Sarkophag eingenommen. Auf dem reich verzierten Deckel sieht man mythologische Darstellungen von Pakals Jenseitsreise sowie eine Aufzählung seiner Ahnen.
Im Inneren des Sarkophages wurde das Skelett des Herrschers zusammen mit zahlreichen Beigaben aus Jade gefunden. Das aufwändigste Stück stellt hierbei die Totenmaske dar, deren Augen mit Perlmutt und Obsidian eingelegt waren; im Mund befindet sich ein T-förmiges Amulett. Weitere Beigaben waren zwei Jadeköpfe, von denen einer den Sonnengott und der andere vermutlich den gealterten Pakal darstellt. Zwei weitere Köpfe wurden unter dem Sarkophag gefunden. Sie bestehen aus Stuck und zeigen Pakal in verschiedenen Lebensaltern.

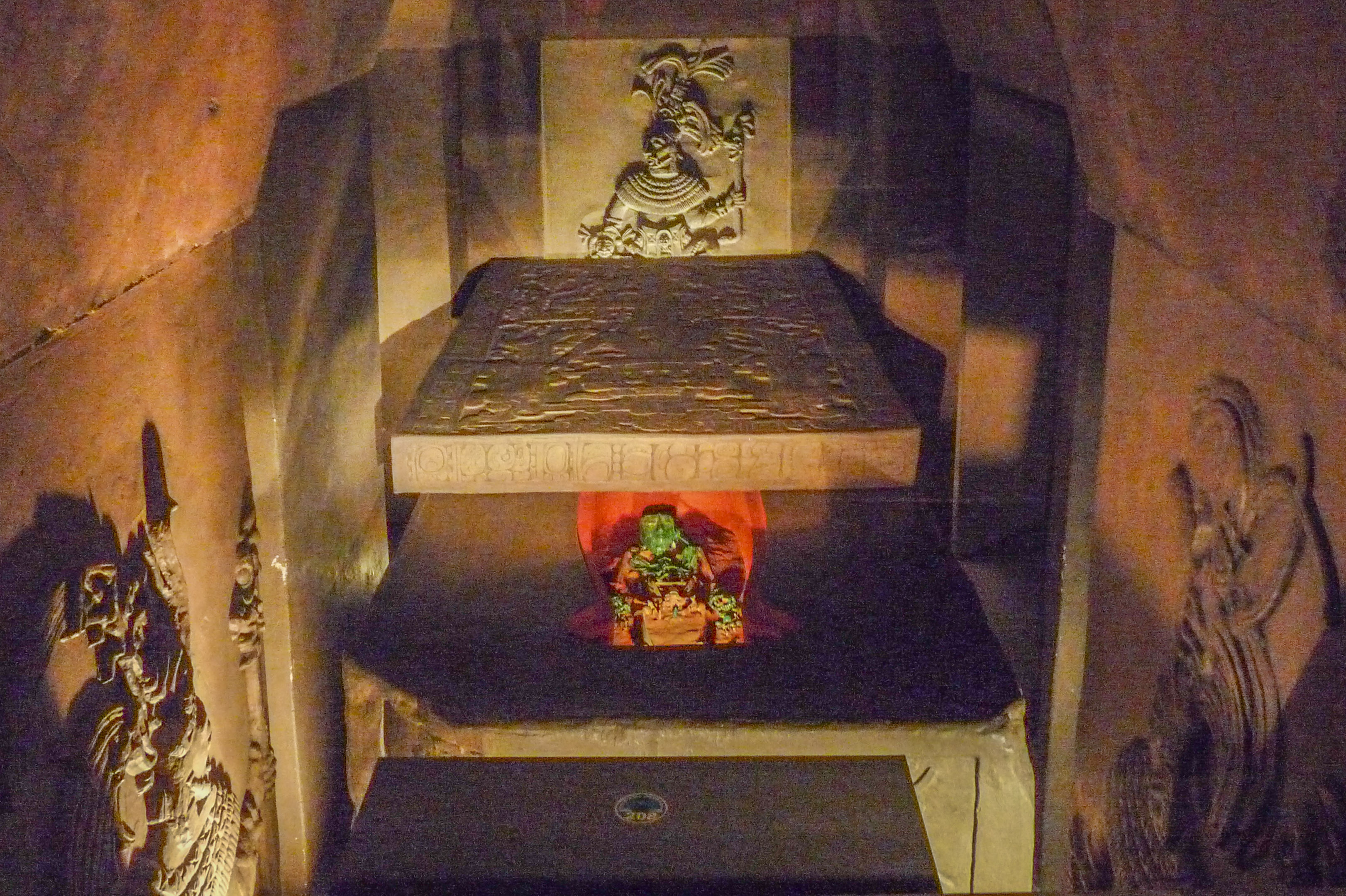
Rekonstruktion der Grabkammer im Nationalmuseum für Anthropologie, Mexiko-Stadt
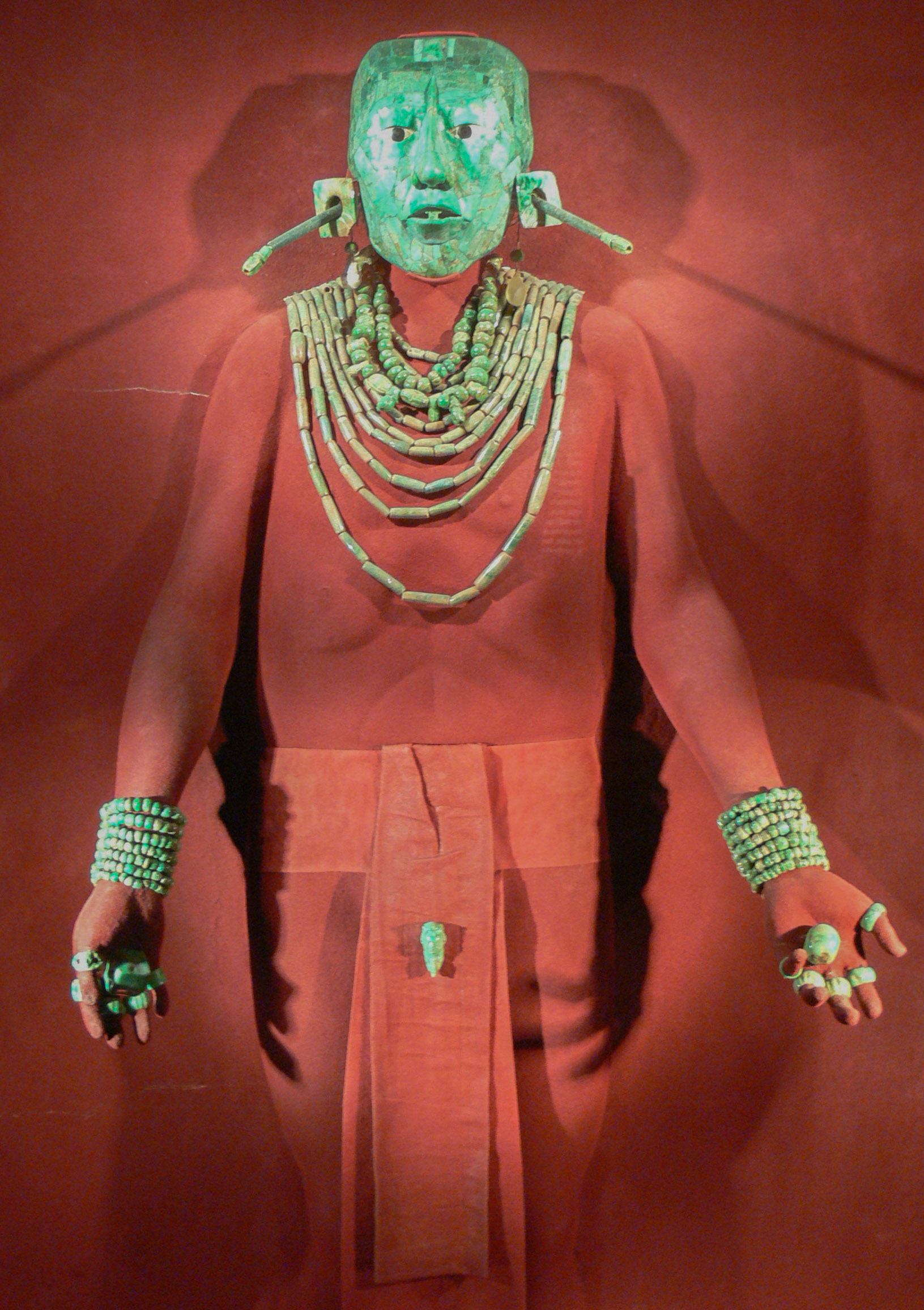
Grabschmuck Pakals
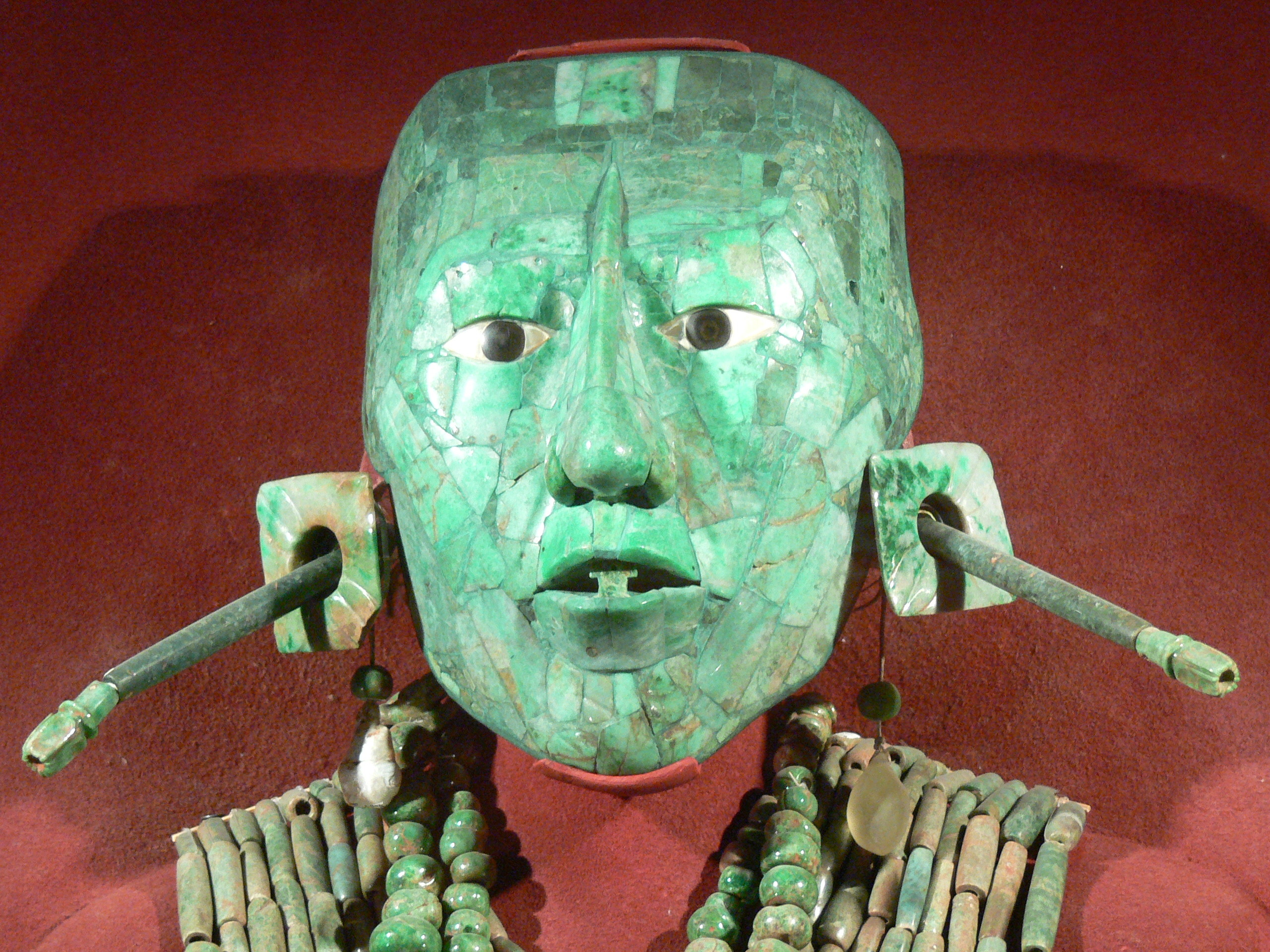
Detailansicht der Totenmaske
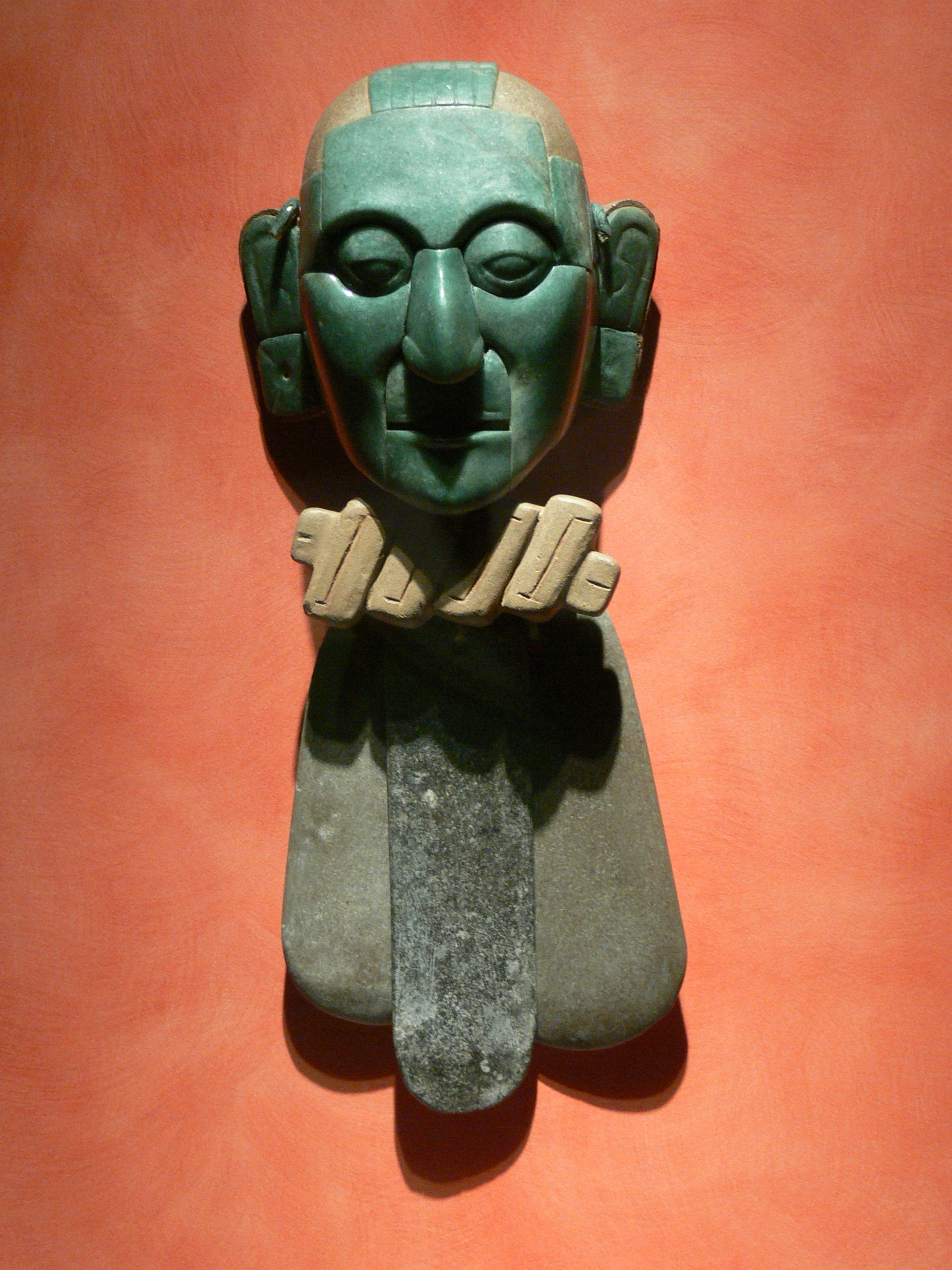
Jadekopf
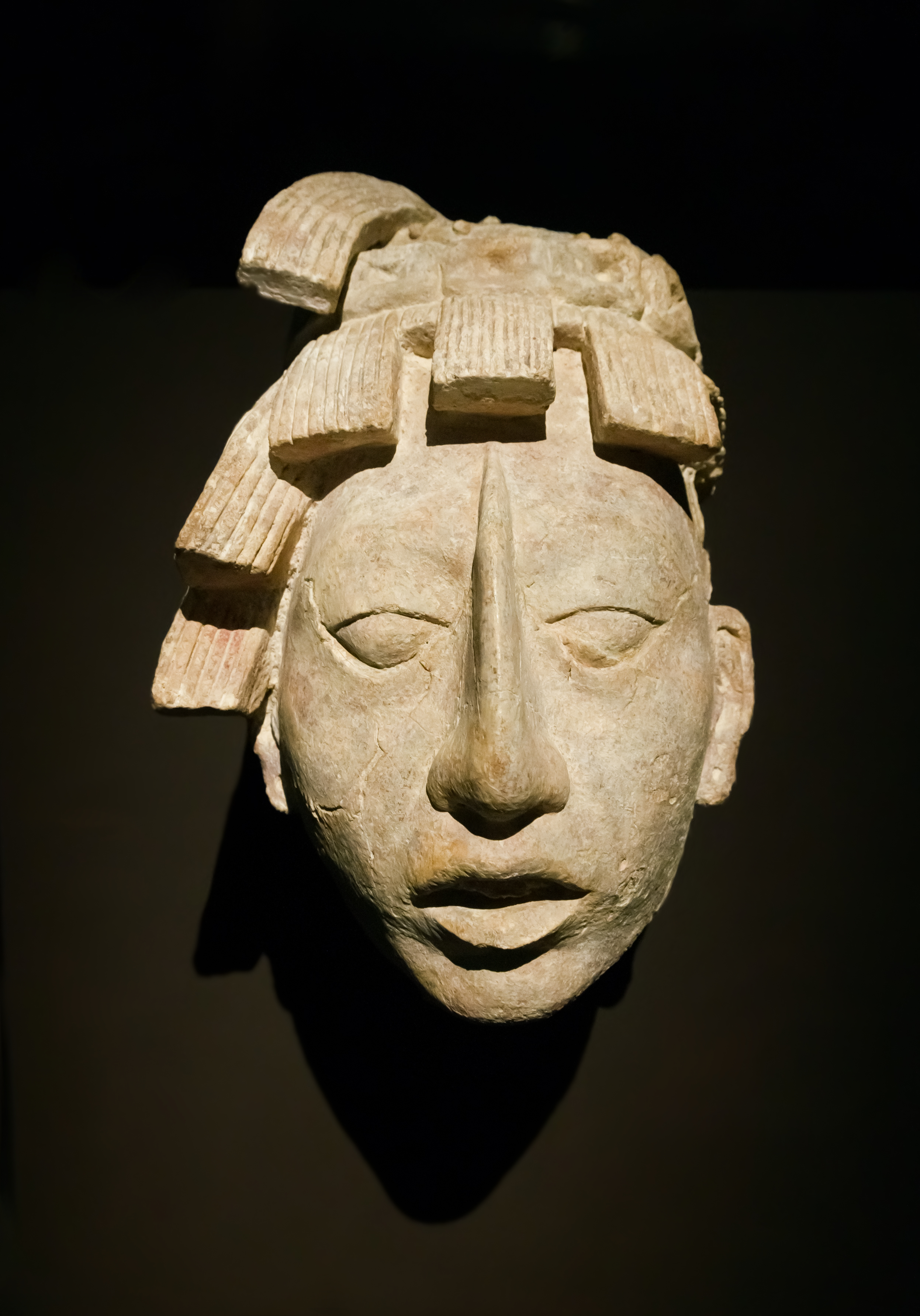
Einer der beiden Stuckköpfe
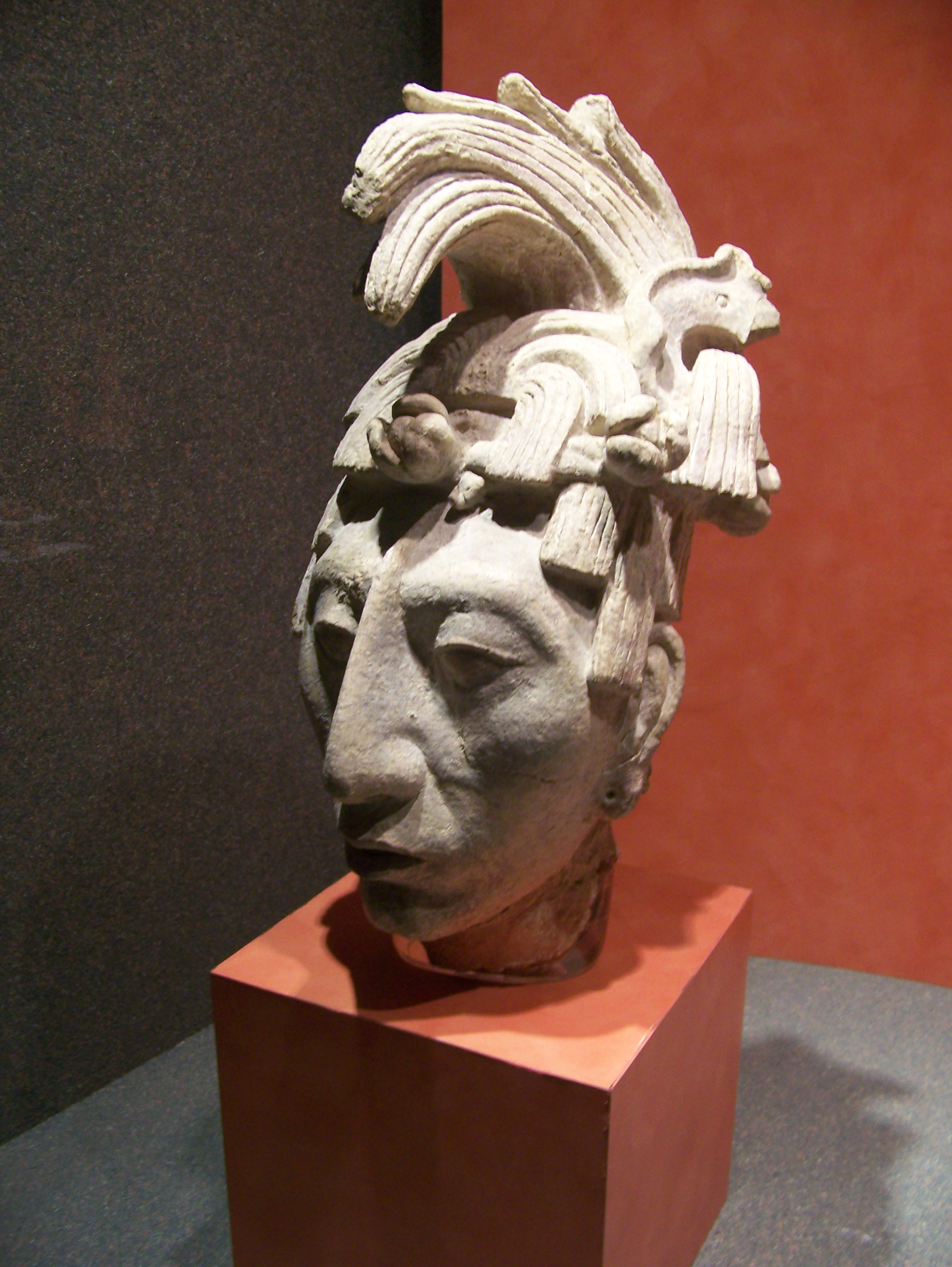
Einer der beiden Stuckköpfe